# Liste der Einschlagkrater der Erde

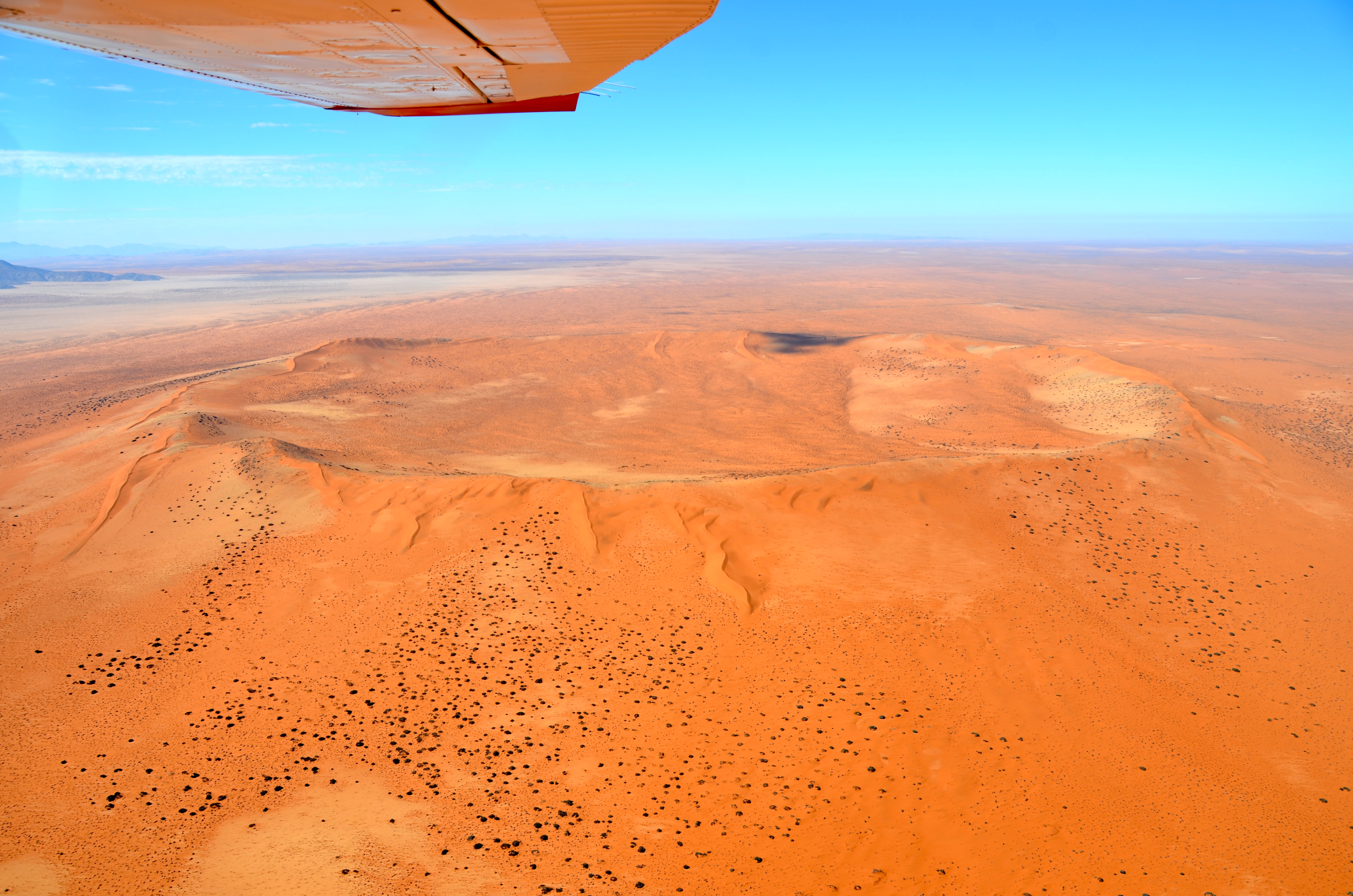
Beispiel eines Einschlagkraters:
Roter Kamm in Namibia

Diese Liste der Einschlagkrater der Erde enthält die auf der Erde geologisch nachgewiesenen Einschlagkrater ab einem Mindestdurchmesser von fünf Metern, einschließlich der Nebenkrater.
Bei lokalen Gruppen steht hinter dem Namen des ersten Objekts in Klammern die Gesamtanzahl aller Gruppenmitglieder.
Nicht sichtbare Krater liegen entweder vollständig unter Sedimenten oder unter Wasser.
| Inhaltsverzeichnis A · B · C · D · E · F · G · H · I · J · K · L · M · N · O · P · Q · R · S · T · U · V · W · X · Y · Z Siehe auch · Weblinks |

Anm. Umlaute wie die Ausgangslaute gereiht.

| Name                                            | Durch- messer (Meter) | Alter (Jahre)               | Auf der Erdober- fläche sichtbar | Kontinent   | Land                                          | Koordinaten           |
| ----------------------------------------------- | --------------------- | --------------------------- | -------------------------------- | ----------- | --------------------------------------------- | --------------------- |
| Acraman                                         | 90.000                | 590.000.000                 | Ja                               | Australien  | Australien, Südaustralien                     | 32° 01′ S, 135° 27′ O |
| Amelia Creek                                    | 20.000                | 1.640.000.000 – 600.000.000 | Ja                               | Australien  | Australien, Nordterritorium                   | 20° 55′ S, 134° 50′ O |
| Ames                                            | 16.000                | 470.000.000                 | Nein                             | Nordamerika | USA, Oklahoma                                 | 36° 15′ N, 098° 12′ W |
| Amguid                                          | 450                   | 100.000                     | Ja                               | Afrika      | Algerien, Provinz Tamanrasset                 | 26° 05′ N, 004° 23′ O |
| Aorounga                                        | 12.600                | 350.000.000                 | Ja                               | Afrika      | Tschad, Borkou-Ennedi-Tibesti                 | 19° 06′ N, 019° 15′ O |
| Aouelloul                                       | 390                   | 3.100.000                   | Ja                               | Afrika      | Mauretanien, Adrar                            | 20° 15′ N, 012° 41′ W |
| Araguainha Dome                                 | 40.000                | 244.400.000                 | Ja                               | Südamerika  | Brasilien, Mato Grosso                        | 16° 47′ S, 052° 59′ W |
| Arkenu 1                                        | 6.800                 | 140.000.000                 | Ja                               | Afrika      | Libyen (Sahara)                               | 22° 04′ N, 023° 45′ O |
| Arkenu 2                                        | 10.300                | 140.000.000                 | Ja                               | Afrika      | Libyen (Sahara)                               | 22° 04′ N, 023° 45′ O |
| Avak                                            | 12.000                | 100.000.000                 | Nein                             | Nordamerika | USA, Alaska                                   | 71° 15′ N, 156° 30′ W |
| B.P. Structure                                  | 2.800                 | 120.000.000                 | Ja                               | Afrika      | Libyen (Libysche Wüste)                       | 25° 19′ N, 024° 20′ O |
| Barringer                                       | 1.186                 | 49.000                      | Ja                               | Nordamerika | USA, Arizona                                  | 35° 02′ N, 111° 01′ W |
| Beaverhead                                      | 60.000                | 600.000.000                 | Ja                               | Nordamerika | USA, Montana                                  | 45° 00′ N, 112° 30′ W |
| Bee Bluff                                       | 2.390                 | 40.000.000                  | ?                                | Nordamerika | USA, Texas, Uvalde County                     | 29° 02′ N, 099° 51′ W |
| Beyemchime-Salaatin                             | 8.000                 | 65.000.000                  | Ja                               | Asien       | Russland, Jakutien                            | 71° 00′ N, 121° 40′ O |
| Bigach                                          | 7.000                 | 5.000.000                   | Ja                               | Asien       | Kasachstan, Ostkasachstan                     | 48° 34′ N, 082° 01′ O |
| Bilyliwka-Krater                                | 3.200                 | 165.000.000                 | Nein                             | Europa      | Ukraine, Oblast Winnyzja                      | 49° 44′ N, 029° 00′ O |
| Bowtyschka-Krater                               | 24.000                | 65.170.000                  | Nein                             | Europa      | Ukraine, Kirowohrad                           | 48° 45′ N, 032° 10′ O |
| Bosumtwi                                        | 10.500                | 1.070.000                   | Ja                               | Afrika      | Ghana, Ashanti                                | 06° 30′ N, 001° 25′ W |
| Boxhole                                         | 175                   | 54.000                      | Ja                               | Australien  | Australien, Nordterritorium                   | 22° 37′ S, 135° 12′ O |
| Brent                                           | 3.790                 | 396.000.000                 | Ja                               | Nordamerika | Kanada, Ontario                               | 46° 05′ N, 078° 29′ W |
| Calvin                                          | 8.500                 | 450.000.000                 | Nein                             | Nordamerika | USA, Michigan                                 | 41° 50′ N, 085° 57′ W |
| Campo del Cielo 1 (über 20) (Hoyo de la Canada) | 105                   | 5.000                       | Ja                               | Südamerika  | Argentinien, Chaco                            | 27° 38′ S, 061° 42′ W |
| Campo del Cielo 2 (Hoyo Rubin de Celis)         | 70                    | 5.000                       | Ja                               | Südamerika  | Argentinien, Chaco                            |                       |
| Campo del Cielo 3 (Laguna Negra)                | 115                   | 5.000                       | Ja                               | Südamerika  | Argentinien, Chaco                            |                       |
| Campo del Cielo 4 (Hoyo Aislado)                | 85                    | 5.000                       | Ja                               | Südamerika  | Argentinien, Chaco                            |                       |
| Campo del Cielo 5                               | 45                    | 5.000                       | Ja                               | Südamerika  | Argentinien, Chaco                            |                       |
| Campo del Cielo 6a                              | 35                    | 5.000                       | Ja                               | Südamerika  | Argentinien, Chaco                            |                       |
| Campo del Cielo 6b                              | 20                    | 5.000                       | Ja                               | Südamerika  | Argentinien, Chaco                            |                       |
| Campo del Cielo 7                               | 96                    | 5.000                       | Ja                               | Südamerika  | Argentinien, Chaco                            |                       |
| Campo del Cielo 8                               | 46                    | 5.000                       | Ja                               | Südamerika  | Argentinien, Chaco                            |                       |
| Campo del Cielo 10 (Gomez)                      | 25                    | 5.000                       | Ja                               | Südamerika  | Argentinien, Chaco                            |                       |
| Carancas                                        | 14                    | 17 (15. September 2007)     | Ja                               | Südamerika  | Peru, Puno                                    | 16° 40′ S, 069° 03′ W |
| Carswell                                        | 39.000                | 115.000.000                 | Ja                               | Nordamerika | Kanada, Saskatchewan                          | 58° 27′ N, 109° 30′ W |
| Charlevoix                                      | 54.000                | 357.000.000                 | Ja                               | Nordamerika | Kanada, Québec                                | 47° 32′ N, 070° 18′ W |
| Chesapeake Bay                                  | 85.000                | 35.500.000                  | Nein                             | Nordamerika | USA, Virginia                                 | 37° 17′ N, 076° 01′ W |
| Chicxulub                                       | 180.000               | 64.980.000                  | Nein                             | Nordamerika | Mexiko, Yucatán                               | 21° 20′ N, 089° 30′ W |
| Clearwater East                                 | 26.000                | 290.000.000                 | Ja                               | Nordamerika | Kanada, Québec                                | 56° 04′ N, 074° 06′ W |
| Clearwater West                                 | 36.000                | 290.000.000                 | Ja                               | Nordamerika | Kanada, Québec                                | 56° 13′ N, 074° 30′ W |
| Cloud Creek                                     | 7.000                 | 190.000.000                 | Ja                               | Nordamerika | USA, Wyoming                                  | 43° 07′ N, 106° 45′ W |
| Colônia                                         | 3.600                 | 5.000.000                   | Ja                               | Südamerika  | Brasilien                                     | 23° 52′ S, 046° 43′ W |
| Connolly Basin                                  | 9.000                 | 60.000.000                  | Ja                               | Australien  | Australien, Western Australia                 | 23° 32′ S, 124° 45′ O |
| Couture (siehe: Lac Couture)                    |                       |                             |                                  |             |                                               |                       |
| Crawford                                        | 8.500                 | 35.000.000                  | Ja                               | Australien  | Australien, Südaustralien                     | 34° 43′ S, 139° 02′ O |
| Crooked Creek                                   | 7.000                 | 320.000.000                 | Ja                               | Nordamerika | USA, Missouri                                 | 37° 50′ N, 091° 23′ W |
| Dalgaranga                                      | 21                    | 27.000                      | Ja                               | Australien  | Australien, Western Australia                 | 27° 38′ S, 117° 17′ O |
| Darwin                                          | 1.000                 | 810.000                     | ?                                | Australien  | Australien, Tasmanien                         | 42° 19′ S, 145° 40′ O |
| Decaturville                                    | 6.000                 | 300.000.000                 | Ja                               | Nordamerika | USA, Missouri                                 | 37° 54′ N, 092° 43′ W |
| Deep Bay                                        | 13.000                | 99.000.000                  | Ja                               | Nordamerika | Kanada, Saskatchewan                          | 56° 24′ N, 102° 59′ W |
| Dellen                                          | 19.000                | 89.000.000                  | Ja                               | Europa      | Schweden, Gävleborgs län                      | 61° 51′ N, 016° 42′ O |
| Des-Plaines-Krater                              | 8.000                 | 280.000.000                 | Nein                             | Nordamerika | USA, Illinois                                 | 42° 03′ N, 087° 52′ W |
| Dhala                                           | 11.000                | 170.000.000                 | Ja                               | Asien       | Indien                                        | 25° 18′ N, 078° 08′ O |
| Dobele                                          | 4.500                 | 300.000.000                 | Nein                             | Europa      | Lettland                                      | 56° 35′ N, 023° 15′ O |
| Eagle Butte                                     | 10.000                | 65.000.000                  | Nein                             | Nordamerika | Kanada, Alberta                               | 49° 42′ N, 110° 30′ W |
| Elbow                                           | 8.000                 | 395.000.000                 | Nein                             | Nordamerika | Kanada, Saskatchewan                          | 50° 59′ N, 106° 43′ W |
| Elgygytgyn                                      | 18.000                | 3.500.000                   | Ja                               | Asien       | Russland, Fernost, Tschukotka                 | 67° 30′ N, 172° 05′ O |
| Eltanin                                         | 20.000                | 2.150.000                   | Nein                             |             | Südpazifik, Bellingshausen-See                | 57° 47′ S, 090° 47′ W |
| Flaxman                                         | 10.000                | 35.000.000                  | Ja                               | Australien  | Australien, Südaustralien                     | 34° 37′ S, 139° 04′ O |
| Flynn Creek                                     | 3.800                 | 360.000.000                 | Ja                               | Nordamerika | USA, Tennessee                                | 36° 17′ N, 085° 40′ W |
| Foelsche                                        | 6.000                 | 545.000.000                 | Nein                             | Australien  | Australien, Nordterritorium                   | 16° 40′ S, 136° 47′ O |
| Gardnos                                         | 5.000                 | 500.000.000                 | Ja                               | Europa      | Norwegen, Buskerud                            | 60° 39′ N, 009° 00′ O |
| Glasford-Krater                                 | 4.000                 | 430.000.000                 | Nein                             | Nordamerika | USA, Illinois                                 | 40° 36′ N, 089° 47′ W |
| Glover Bluff                                    | 8.000                 | 500.000.000                 | Ja                               | Nordamerika | USA, Wisconsin                                | 43° 58′ N, 089° 32′ W |
| Goat Paddock                                    | 5.090                 | 50.000.000                  | Ja                               | Australien  | Australien, Western Australia                 | 18° 20′ S, 126° 40′ O |
| Gosses Bluff                                    | 22.000                | 142.500.000                 | Ja                               | Australien  | Australien, Nordterritorium                   | 23° 49′ S, 132° 19′ O |
| Gow Lake                                        | 5.000                 | 250.000.000                 | Ja                               | Nordamerika | Kanada, Saskatchewan                          | 56° 27′ N, 104° 29′ W |
| Goyder                                          | 3.000                 | 136.000.000                 | Ja                               | Australien  | Australien, Nordterritorium                   | 13° 09′ S, 135° 02′ O |
| Granby                                          | 3.000                 | 470.000.000                 | Nein (?)                         | Europa      | Schweden, Östergötlands län                   | 58° 25′ N, 014° 56′ O |
| Gussew                                          | 3.500                 | 49.000.000                  | Nein                             | Europa      | Russland, Rostow                              | 48° 26′ N, 040° 32′ O |
| Gweni-Fada                                      | 14.000                | 345.000.000                 | Ja                               | Afrika      | Tschad, Borkou-Ennedi-Tibesti, Fada           | 17° 25′ N, 021° 45′ O |
| Haughton                                        | 24.000                | 23.400.000                  | Ja                               | Nordamerika | Kanada, Nunavut (Devon-Insel)                 | 75° 23′ N, 089° 40′ W |
| Haviland                                        | 15                    | 1.000                       | Ja                               | Nordamerika | USA, Kansas                                   | 37° 35′ N, 099° 10′ W |
| Henbury 1 (13)                                  | 23                    | 4.200                       | ?                                | Australien  | Australien, Nordterritorium                   | 24° 34′ S, 133° 08′ O |
| Henbury 2                                       | 27                    | 4.200                       | ?                                | Australien  | Australien, Nordterritorium                   |                       |
| Henbury 3                                       | 65                    | 4.200                       | Ja                               | Australien  | Australien, Nordterritorium                   |                       |
| Henbury 4                                       | 70                    | 4.200                       | Ja                               | Australien  | Australien, Nordterritorium                   |                       |
| Henbury 4a                                      | 20                    | 4.200                       | Ja                               | Australien  | Australien, Nordterritorium                   |                       |
| Henbury 5                                       | 18                    | 4.200                       | Ja                               | Australien  | Australien, Nordterritorium                   |                       |
| Henbury 6 (Wasserkrater)                        | 73                    | 4.200                       | Ja                               | Australien  | Australien, Nordterritorium                   |                       |
| Henbury 7 (Hauptkrater)                         | 180                   | 4.200                       | Ja                               | Australien  | Australien, Nordterritorium                   |                       |
| Henbury 8                                       | 75                    | 4.200                       | Ja                               | Australien  | Australien, Nordterritorium                   |                       |
| Henbury 10                                      | 18                    | 4.200                       | Ja                               | Australien  | Australien, Nordterritorium                   |                       |
| Henbury 11                                      | 15                    | 4.200                       | Ja                               | Australien  | Australien, Nordterritorium                   |                       |
| Henbury 12                                      | 30                    | 4.200                       | Ja                               | Australien  | Australien, Nordterritorium                   |                       |
| Henbury 13                                      | 6                     | 4.200                       | Ja                               | Australien  | Australien, Nordterritorium                   |                       |
| Hiawatha-Krater                                 | 31.000                | 58.000.000                  | Nein                             | Nordamerika | Grönland, Avannaata Kommunia                  | 78° 44′ N, 066° 14′ W |
| Highbury                                        | 20.000                | 1.034.000.000               | Nein                             | Afrika      | Simbabwe                                      | 17° 04′ S, 030° 07′ O |
| Holleford                                       | 2.350                 | 550.000.000                 | Nein                             | Nordamerika | Kanada, Ontario                               | 44° 28′ N, 076° 38′ W |
| Hummeln                                         | 1.200                 | 443.000.000                 | Ja                               | Europa      | Schweden                                      | 57° 22′ N, 016° 15′ O |
| Île Rouleau                                     | 4.000                 | 300.000.000                 | Ja                               | Nordamerika | Kanada, Québec                                | 50° 41′ N, 073° 53′ W |
| Ilumetsa                                        | 80                    | 6.600                       | Ja                               | Europa      | Estland                                       | 57° 58′ N, 027° 24′ O |
| Illinzi-Krater                                  | 4.500                 | 395.000.000                 | Nein                             | Europa      | Ukraine, Winnyzja                             | 49° 07′ N, 029° 06′ O |
| Iso-Naakkima                                    | 3.000                 | 1.200.000.000               | Nein                             | Europa      | Finnland                                      | 62° 11′ N, 027° 09′ O |
| Jabal Waqf es Swwan                             | 5.500                 | 56.000.000                  | Ja                               | Asien       | Jordanien                                     | 31° 03′ N, 036° 48′ O |
| Jänisjärvi                                      | 14.000                | 698.000.000                 | Ja                               | Europa      | Russland, Karelien                            | 61° 58′ N, 030° 55′ O |
| Kaali-Meteoritenkrater (9) (Hauptkrater)        | 110                   | 4.000                       | Ja                               | Europa      | Estland, Saaremaa                             | 58° 22′ N, 022° 40′ O |
| Kaali 1                                         | 39                    | 4.000                       | Ja                               | Europa      | Estland, Saaremaa                             |                       |
| Kaali 2                                         | 27                    | 4.000                       | Ja                               | Europa      | Estland, Saaremaa                             |                       |
| Kaali 3                                         | 33                    | 4.000                       | Ja                               | Europa      | Estland, Saaremaa                             |                       |
| Kaali 4                                         | 20                    | 4.000                       | Ja                               | Europa      | Estland, Saaremaa                             |                       |
| Kaali 5                                         | 13                    | 4.000                       | Ja                               | Europa      | Estland, Saaremaa                             |                       |
| Kaali 6                                         | 26                    | 4.000                       | Ja                               | Europa      | Estland, Saaremaa                             |                       |
| Kaali 7                                         | 15                    | 4.000                       | Ja                               | Europa      | Estland, Saaremaa                             |                       |
| Kaali 8                                         | 36                    | 4.000                       | Ja                               | Europa      | Estland, Saaremaa                             |                       |
| Kalkkop                                         | 640                   | 1.800.000                   | Ja                               | Afrika      | Südafrika, Ostkap                             | 32° 43′ S, 024° 26′ O |
| Kaluga                                          | 15.000                | 380.000.000                 | Nein                             | Europa      | Russland, Kaluga                              | 54° 30′ N, 036° 12′ O |
| Kamensk                                         | 25.000                | 65.000.000                  | Nein                             | Europa      | Russland, Rostow                              | 48° 21′ N, 040° 30′ O |
| Kamil                                           | 45                    | < 5.000                     | Ja                               | Afrika      | Ägypten                                       | 22° 01′ N, 026° 05′ O |
| Kara                                            | 65.000                | 70.300.000                  | Nein                             | Asien       | Russland, Jamal-Nenez                         | 69° 06′ N, 064° 09′ O |
| Kärdla                                          | 4.000                 | 455.000.000                 | Nein                             | Europa      | Estland                                       | 59° 01′ N, 022° 46′ O |
| Karikkoselkä                                    | 1.500                 | 1.880.000                   | Ja                               | Europa      | Finnland                                      | 62° 13′ N, 025° 15′ O |
| Karla                                           | 12.000                | 10.000.000                  | Ja                               | Europa      | Russland, Tatarstan                           | 54° 55′ N, 048° 02′ O |
| Kelly West                                      | 10.000                | 550.000.000                 | Ja                               | Australien  | Australien, Nordterritorium                   | 19° 56′ S, 133° 57′ O |
| Kentland                                        | 13.000                | 300.000.000                 | Ja                               | Nordamerika | USA, Indiana                                  | 40° 45′ N, 087° 24′ W |
| Keurusselkä                                     | 30.000                | 1.880.000.000               | Ja                               | Europa      | Finnland                                      | 62° 08′ N, 024° 36′ O |
| Kgagodi                                         | 3.500                 | 180.000.000                 | Ja                               | Afrika      | Botswana                                      | 22° 29′ S, 027° 35′ O |
| Köneürgenç                                      | 6                     | 26 (20. Juni 1998)          | Ja                               | Asien       | Turkmenistan (Tiefland von Turan)             | 42° 15′ N, 059° 12′ O |
| Kursk                                           | 5.500                 | 250.000.000                 | Nein                             | Europa      | Russland, Kursk                               | 51° 42′ N, 036° 00′ O |
| Lac Couture                                     | 8.000                 | 430.000.000                 | Ja                               | Nordamerika | Kanada, Québec                                | 60° 08′ N, 075° 20′ W |
| Lac La Moinerie                                 | 8.000                 | 400.000.000                 | Ja                               | Nordamerika | Kanada, Québec                                | 57° 26′ N, 066° 37′ W |
| Lahojsk                                         | 17.000                | 40.000.000                  | Nein                             | Europa      | Belarus                                       | 54° 12′ N, 027° 48′ O |
| Lappajärvi                                      | 23.000                | 77.850.000                  | Ja                               | Europa      | Finnland                                      | 63° 12′ N, 023° 42′ O |
| Lawn Hill                                       | 18.000                | 515.000.000                 | Ja                               | Australien  | Australien, Queensland                        | 18° 40′ S, 138° 39′ O |
| Liverpool                                       | 1.600                 | 150.000.000                 | Ja                               | Australien  | Australien, Nordterritorium                   | 12° 24′ S, 134° 03′ O |
| Lockne-Krater                                   | 7.000                 | 455.000.000                 | Ja                               | Europa      | Schweden, Jämtlands län                       | 63° 00′ N, 014° 49′ O |
| Logantscha                                      | 20.000                | 25.000.000                  | Nein                             | Asien       | Russland, Region Krasnojarsk                  | 65° 31′ N, 095° 56′ O |
| Lonar                                           | 1.830                 | 570.000                     | Ja                               | Asien       | Indien, Maharashtra                           | 19° 58′ N, 076° 31′ O |
| Luizi                                           | 17.000                | 570.000.000                 | Ja                               | Afrika      | Demokratische Republik Kongo                  | 10° 10′ S, 028° 00′ O |
| Lumparn                                         | 9.000                 | 1.000.000.000               | Nein                             | Europa      | Finnland                                      | 60° 09′ N, 020° 06′ O |
| Målingen                                        | 1.000                 | 458.000.000                 | Ja                               | Europa      | Schweden, Jämtlands län                       | 62° 55′ N, 014° 33′ O |
| Manicouagan                                     | 100.000               | 214.000.000                 | Ja                               | Nordamerika | Kanada, Québec                                | 51° 23′ N, 068° 42′ W |
| Manson                                          | 35.000                | 73.800.000                  | Nein                             | Nordamerika | USA, Iowa                                     | 42° 35′ N, 094° 33′ W |
| Maple Creek                                     | 6.000                 | 75.000.000                  | Nein                             | Nordamerika | Kanada, Saskatchewan                          | 49° 48′ N, 109° 06′ W |
| Matscha 1 (5)                                   | 300                   | 7.000                       | Ja                               | Asien       | Russland, Jakutien                            | 60° 05′ N, 117° 39′ O |
| Matscha 2                                       | 180                   | 7.000                       | Ja                               | Asien       | Russland, Jakutien                            | 60° 05′ N, 117° 39′ O |
| Matscha 3                                       | 70                    | 7.000                       | Ja                               | Asien       | Russland, Jakutien                            |                       |
| Matscha 4                                       | 90                    | 7.000                       | Ja                               | Asien       | Russland, Jakutien                            |                       |
| Matscha 5                                       | 60                    | 7.000                       | Ja                               | Asien       | Russland, Jakutien                            |                       |
| Matt Wilson                                     | 7.500                 | 1.420.000.000               | Ja                               | Australien  | Australien, Nordterritorium                   | 15° 30′ S, 131° 11′ O |
| Marquez Dome                                    | 12.700                | 58.000.000                  | Nein                             | Nordamerika | USA, Texas                                    | 31° 17′ N, 096° 18′ W |
| Meteor Crater (siehe: Barringer)                |                       |                             |                                  |             |                                               |                       |
| Middlesboro                                     | 6.000                 | 300.000.000                 | Ja                               | Nordamerika | USA, Kentucky                                 | 36° 37′ N, 083° 44′ W |
| Mien                                            | 9.000                 | 121.000.000                 | Ja                               | Europa      | Schweden, Kronobergs län                      | 56° 25′ N, 014° 52′ O |
| Misarai (Mizarai)                               | 5.000                 | 595.000.000                 | Nein                             | Europa      | Litauen                                       | 54° 01′ N, 023° 54′ O |
| Mischina Gora                                   | 4.500                 | 360.000.000                 | Ja                               | Europa      | Russland, Pskow                               | 58° 43′ N, 028° 03′ O |
| Mistastin Lake                                  | 28.000                | 38.000.000                  | Ja                               | Nordamerika | Kanada, Labrador                              | 55° 53′ N, 063° 18′ W |
| Mjølnir                                         | 40.000                | 143.000.000                 | Nein                             | Europa      | Norwegen (Barentssee)                         | 73° 48′ N, 029° 01′ O |
| Montagnais                                      | 45.000                | 50.500.000                  | Nein                             | Nordamerika | Kanada, Neuschottland (Atlantik)              | 42° 53′ N, 064° 13′ W |
| Monturaqui                                      | 460                   | 1.000.000                   | Ja                               | Südamerika  | Chile, Región de Antofagasta                  | 23° 56′ S, 068° 16′ W |
| Morasko 1 (8)                                   | 100                   | 10.000                      | Ja                               | Europa      | Polen, Großpolen                              | 52° 29′ N, 016° 54′ O |
| Morasko 2                                       | 25                    | 10.000                      | Ja                               | Europa      | Polen, Großpolen                              | 52° 29′ N, 016° 54′ O |
| Morasko 3                                       | 63                    | 10.000                      | Ja                               | Europa      | Polen, Großpolen                              | 52° 29′ N, 016° 54′ O |
| Morasko 4                                       | 35                    | 10.000                      | Ja                               | Europa      | Polen, Großpolen                              | 52° 29′ N, 016° 54′ O |
| Morasko 5                                       | 15                    | 10.000                      | Ja                               | Europa      | Polen, Großpolen                              | 52° 29′ N, 016° 54′ O |
| Morasko 6                                       | 24                    | 10.000                      | Ja                               | Europa      | Polen, Großpolen                              | 52° 29′ N, 016° 54′ O |
| Morasko 7                                       | 50                    | 10.000                      | Ja                               | Europa      | Polen, Großpolen                              | 52° 29′ N, 016° 54′ O |
| Morasko 8                                       | 35                    | 10.000                      | Ja                               | Europa      | Polen, Großpolen                              | 52° 29′ N, 016° 54′ O |
| Morokweng                                       | 70.000                | 145.000.000                 | Nein                             | Afrika      | Südafrika, Nordwest                           | 26° 28′ S, 023° 32′ O |
| Mount Toondina                                  | 4.000                 | 110.000.000                 | Ja                               | Australien  | Australien, Südaustralien                     | 27° 57′ S, 135° 22′ O |
| Neugrund-Krater                                 | 8.000                 | 470.000.000                 | Nein                             | Europa      | Estland (Finnischer Meerbusen)                | 59° 20′ N, 023° 40′ O |
| Neu-Québec (siehe: Pingualuit)                  |                       |                             |                                  |             |                                               |                       |
| Newporte                                        | 3.200                 | 500.000.000                 | Nein                             | Nordamerika | USA, North Dakota                             | 48° 58′ N, 101° 58′ W |
| Nicholson Lake                                  | 12.500                | 400.000.000                 | Ja                               | Nordamerika | Kanada, Nordwest-Territorien                  | 62° 40′ N, 102° 41′ W |
| Nördlinger Ries                                 | 24.000                | 14.870.000                  | Ja                               | Europa      | Deutschland; Bayern, Baden-Württemberg        | 48° 53′ N, 010° 37′ O |
| Nova Colinas                                    | 7.000                 | ≥ 30.000.000                | Ja                               | Südamerika  | Brasilien; Bundesstaat Maranhão               | 07° 10′ S, 046° 06′ W |
| Oasis                                           | 11.500                | 100.000.000                 | Ja                               | Afrika      | Libyen (Libysche Wüste)                       | 24° 35′ N, 024° 24′ O |
| Obolon-Krater                                   | 15.000                | 215.000.000                 | Nein                             | Europa      | Ukraine, Poltawa                              | 49° 35′ N, 032° 55′ O |
| Odessa 1 (5)                                    | 168                   | 50.000                      | Ja                               | Nordamerika | USA, Texas                                    | 31° 45′ N, 102° 29′ W |
| Odessa 2                                        | 25                    | 50.000                      | Ja                               | Nordamerika | USA, Texas                                    |                       |
| Odessa 3                                        | 3                     | 50.000                      | Ja                               | Nordamerika | USA, Texas                                    |                       |
| Odessa 4                                        | 3                     | 50.000                      | Ja                               | Nordamerika | USA, Texas                                    |                       |
| Odessa 5                                        | 3                     | 50.000                      | Ja                               | Nordamerika | USA, Texas                                    |                       |
| Ouarkziz                                        | 3.500                 | 70.000.000                  | Ja                               | Afrika      | Algerien                                      | 29° 00′ N, 007° 33′ W |
| Paasselkä                                       | 10.000                | < 1.800.000.000             | Ja                               | Europa      | Finnland                                      | 62° 09′ N, 029° 25′ O |
| Paterson-Krater                                 | 36.500                | > 12.000                    | Nein                             | Nordamerika | Grönland, Avannaata Kommunia                  | 78° 03′ N, 061° 10′ W |
| Pantasma                                        | 14.000                | 815.000                     | Ja                               | Südamerika  | Nicaragua, Departamento Jinotega              | 13° 13′ N, 085° 57′ W |
| Piccaninny                                      | 7.000                 | 360.000.000                 | Ja                               | Australien  | Australien, Western Australia                 | 17° 26′ S, 128° 26′ O |
| Pilot Lake                                      | 5.800                 | 445.000.000                 | Ja                               | Nordamerika | Kanada, Nordwest-Territorien                  | 60° 17′ N, 111° 01′ W |
| Pingualuit                                      | 3.440                 | 1.400.000                   | Ja                               | Nordamerika | Kanada, Québec                                | 61° 17′ N, 073° 40′ W |
| Popigai                                         | 100.000               | 35.000.000                  | Ja                               | Asien       | Russland, Taimyr                              | 71° 39′ N, 111° 11′ O |
| Presqu'île, Lac de la                           | 12.000                | 500.000.000                 | Ja                               | Nordamerika | Kanada, Québec                                | 49° 43′ N, 074° 48′ W |
| Putschesch-Katunki                              | 80.000                | 167.000.000                 | Nein                             | Europa      | Russland, Nischni Nowgorod                    | 56° 58′ N, 043° 43′ O |
| Ragozinka                                       | 9.000                 | 55.000.000                  | Nein                             | Asien       | Russland, Sverdlowsk                          | 58° 44′ N, 061° 48′ O |
| Red Wing                                        | 9.000                 | 200.000.000                 | Nein                             | Nordamerika | USA, North Dakota                             | 47° 36′ N, 103° 33′ W |
| Riachão-Ring                                    | 4.500                 | 200.000.000                 | Ja                               | Südamerika  | Brasilien, Maranhão                           | 07° 43′ S, 046° 39′ W |
| Ries (siehe: Nördlinger Ries)                   |                       |                             |                                  |             |                                               |                       |
| Rio Cuarto A (11)                               | 4.500                 | 100.000                     | Ja                               | Südamerika  | Argentinien, Córdoba                          | 32° 45′ S, 064° 10′ W |
| Rio Cuarto B                                    | 1.000                 | 100.000                     | Ja                               | Südamerika  | Argentinien, Córdoba                          | 32° 51′ S, 064° 13′ W |
| Rio Cuarto C                                    | 300                   | 100.000                     | Ja                               | Südamerika  | Argentinien, Córdoba                          | 32° 51′ S, 064° 13′ W |
| Rio Cuarto D                                    | 3.500                 | 100.000                     | Ja                               | Südamerika  | Argentinien, Córdoba                          | 32° 52′ S, 064° 13′ W |
| Rio Cuarto E                                    | 3.500                 | 100.000                     | Ja                               | Südamerika  | Argentinien, Córdoba                          | 32° 53′ S, 064° 14′ W |
| Rio Cuarto F                                    | 300                   | 100.000                     | Ja                               | Südamerika  | Argentinien, Córdoba                          | 32° 57′ S, 064° 15′ W |
| Rio Cuarto G                                    | 300                   | 100.000                     | Ja                               | Südamerika  | Argentinien, Córdoba                          | 32° 57′ S, 064° 15′ W |
| Rio Cuarto H                                    | 300                   | 100.000                     | Ja                               | Südamerika  | Argentinien, Córdoba                          | 32° 57′ S, 064° 15′ W |
| Rio Cuarto I                                    | 1.000                 | 100.000                     | Ja                               | Südamerika  | Argentinien, Córdoba                          | 32° 58′ S, 064° 19′ W |
| Rio Cuarto J                                    | 1.000                 | 100.000                     | Ja                               | Südamerika  | Argentinien, Córdoba                          | 32° 58′ S, 064° 19′ W |
| Rio Cuarto K                                    | 300                   | 100.000                     | Ja                               | Südamerika  | Argentinien, Córdoba                          | 33° 01′ S, 064° 13′ W |
| Ritlandkrater                                   | 2.700                 | 520.000.000                 | Ja                               | Europa      | Norwegen                                      | 59° 14′ N, 006° 26′ O |
| Rochechouart                                    | 23.000                | 214.000.000                 | Ja                               | Europa      | Frankreich, Nouvelle-Aquitaine                | 45° 50′ N, 000° 56′ O |
| Rock Elm                                        | 6.000                 | 510.000.000                 | ?                                | Nordamerika | USA, Wisconsin                                | 44° 43′ N, 092° 14′ W |
| Roter Kamm                                      | 2.500                 | 3.700.000                   | Ja                               | Afrika      | Namibia                                       | 27° 46′ S, 016° 17′ O |
| Rotmistriwka-Krater                             | 2.700                 | 140.000.000                 | Nein (?)                         | Europa      | Ukraine, Tscherkassy                          | 49° 09′ N, 031° 42′ O |
| Rubielos de la Cérida                           | 40.000                | 32.000.000                  | Ja (?)                           | Europa      | Spanien                                       | 40° 47′ N, 001° 12′ W |
| Sääksjärvi                                      | 5.000                 | 543.000.000                 | Ja                               | Europa      | Finnland                                      | 61° 24′ N, 022° 24′ O |
| Saarijärvi                                      | 1.500                 | 600.000.000                 | Ja                               | Europa      | Finnland                                      | 65° 17′ N, 028° 23′ O |
| Saint Martin                                    | 40.000                | 219.500.000                 | Nein                             | Nordamerika | Kanada, Manitoba                              | 51° 47′ N, 098° 32′ W |
| Santa Fe                                        | 13.000                | 1.200.000.000               | Nein                             | Nordamerika | USA, New Mexico                               | 35° 45′ N, 105° 56′ W |
| Schamanschyng                                   | 13.500                | 900.000                     | Ja                               | Asien       | Kasachstan, Aqtöbe                            | 48° 24′ N, 060° 58′ O |
| Schijeli                                        | 5.500                 | 46.000.000                  | Ja                               | Asien       | Kasachstan, Aqtöbe                            | 49° 10′ N, 057° 51′ O |
| Schunaq                                         | 3.100                 | 12.000.000                  | Ja                               | Asien       | Kasachstan, Qaraghandy                        | 47° 12′ N, 072° 42′ O |
| Selenyj Haj (Krater von Selenyj Haj)            | 3.500                 | 80.000.000                  | Nein                             | Europa      | Ukraine, Oblast Kirowohrad                    | 48° 04′ N, 032° 45′ O |
| Serpent-Mound-Krater                            | 8.000                 | 320.000.000                 | Ja                               | Nordamerika | USA, Ohio                                     | 39° 02′ N, 083° 24′ W |
| Serra da Cangalha                               | 12.000                | 300.000.000                 | Ja                               | Südamerika  | Brasilien, Tocantins                          | 08° 05′ S, 046° 52′ W |
| Shoemaker                                       | 30.000                | 1.685.000.000               | Ja                               | Australien  | Australien, Western Australia                 | 25° 52′ S, 120° 53′ O |
| Sierra Madera                                   | 13.000                | 100.000.000                 | Ja                               | Nordamerika | USA, Texas                                    | 30° 36′ N, 102° 55′ W |
| Sichote Alin 1 (122 oder 158)                   | 27                    | 78 (12. Februar 1947)       | Ja                               | Asien       | Russland, Ferner Osten, Primorje              | 46° 07′ N, 134° 40′ O |
| Sichote Alin 2                                  | 23                    | 78                          | Ja                               | Asien       | Russland, Ferner Osten, Primorje              |                       |
| Sichote Alin 3                                  | 21                    | 78                          | Ja                               | Asien       | Russland, Ferner Osten, Primorje              |                       |
| Sichote Alin 4                                  | 19                    | 78                          | Ja                               | Asien       | Russland, Ferner Osten, Primorje              |                       |
| Sichote Alin 5                                  | 18                    | 78                          | Ja                               | Asien       | Russland, Ferner Osten, Primorje              |                       |
| Sichote Alin 6                                  | 18                    | 78                          | Ja                               | Asien       | Russland, Ferner Osten, Primorje              |                       |
| Sichote Alin 7                                  | 16                    | 78                          | Ja                               | Asien       | Russland, Ferner Osten, Primorje              |                       |
| Sichote Alin 8                                  | 15                    | 78                          | Ja                               | Asien       | Russland, Ferner Osten, Primorje              |                       |
| Sichote Alin 9                                  | 13                    | 78                          | Ja                               | Asien       | Russland, Ferner Osten, Primorje              |                       |
| Sichote Alin 10                                 | 13                    | 78                          | Ja                               | Asien       | Russland, Ferner Osten, Primorje              |                       |
| Sichote Alin 11                                 | 12                    | 78                          | Ja                               | Asien       | Russland, Ferner Osten, Primorje              |                       |
| Sichote Alin 12                                 | 11                    | 78                          | Ja                               | Asien       | Russland, Ferner Osten, Primorje              |                       |
| Sichote Alin 13                                 | 11                    | 78                          | Ja                               | Asien       | Russland, Ferner Osten, Primorje              |                       |
| Sichote Alin 14                                 | 11                    | 78                          | Ja                               | Asien       | Russland, Ferner Osten, Primorje              |                       |
| Sichote Alin 15                                 | 10                    | 78                          | Ja                               | Asien       | Russland, Ferner Osten, Primorje              |                       |
| Sichote Alin 16                                 | 10                    | 78                          | Ja                               | Asien       | Russland, Ferner Osten, Primorje              |                       |
| Sichote Alin 17                                 | 10                    | 78                          | Ja                               | Asien       | Russland, Ferner Osten, Primorje              |                       |
| Sichote Alin 18                                 | 10                    | 78                          | Ja                               | Asien       | Russland, Ferner Osten, Primorje              |                       |
| Sichote Alin 19                                 | 9                     | 78                          | Ja                               | Asien       | Russland, Ferner Osten, Primorje              |                       |
| Sichote Alin 20                                 | 9                     | 78                          | Ja                               | Asien       | Russland, Ferner Osten, Primorje              |                       |
| Sichote Alin 21                                 | 9                     | 78                          | Ja                               | Asien       | Russland, Ferner Osten, Primorje              |                       |
| Sichote Alin 22                                 | 9                     | 78                          | Ja                               | Asien       | Russland, Ferner Osten, Primorje              |                       |
| Sichote Alin 23                                 | 12                    | 78                          | Ja                               | Asien       | Russland, Ferner Osten, Primorje              |                       |
| Sichote Alin 24                                 | 8                     | 78                          | Ja                               | Asien       | Russland, Ferner Osten, Primorje              |                       |
| Sichote Alin 25                                 | 7                     | 78                          | Ja                               | Asien       | Russland, Ferner Osten, Primorje              |                       |
| Sichote Alin 26                                 | 8                     | 78                          | Ja                               | Asien       | Russland, Ferner Osten, Primorje              |                       |
| Sichote Alin 27                                 | 7                     | 78                          | Ja                               | Asien       | Russland, Ferner Osten, Primorje              |                       |
| Sichote Alin 28                                 | 7                     | 78                          | Ja                               | Asien       | Russland, Ferner Osten, Primorje              |                       |
| Sichote Alin 29                                 | 6                     | 78                          | Ja                               | Asien       | Russland, Ferner Osten, Primorje              |                       |
| Sichote Alin 30                                 | 6                     | 78                          | Ja                               | Asien       | Russland, Ferner Osten, Primorje              |                       |
| Sichote Alin 31                                 | 6                     | 78                          | Ja                               | Asien       | Russland, Ferner Osten, Primorje              |                       |
| Sichote Alin 32                                 | 6                     | 78                          | Ja                               | Asien       | Russland, Ferner Osten, Primorje              |                       |
| Sichote Alin 33                                 | 6                     | 78                          | Ja                               | Asien       | Russland, Ferner Osten, Primorje              |                       |
| Sichote Alin 34                                 | 5                     | 78                          | Ja                               | Asien       | Russland, Ferner Osten, Primorje              |                       |
| Sichote Alin 35                                 | 5                     | 78                          | Ja                               | Asien       | Russland, Ferner Osten, Primorje              |                       |
| Sichote Alin 36                                 | 5                     | 78                          | Ja                               | Asien       | Russland, Ferner Osten, Primorje              |                       |
| Siljan                                          | 55.000                | 368.000.000                 | Ja                               | Europa      | Schweden, Dalarnas län                        | 61° 02′ N, 014° 52′ O |
| Slate Islands                                   | 30.000                | 350.000.000                 | Ja                               | Nordamerika | Kanada, Ontario                               | 48° 40′ N, 087° 00′ W |
| Sobolew                                         | 53                    | 1.000                       | Ja                               | Asien       | Russland, Ferner Osten, Primorje              | 46° 18′ N, 137° 52′ O |
| Söderfjärden                                    | 5.500                 | 550.000.000                 | Ja                               | Europa      | Finnland                                      | 63° 02′ N, 021° 35′ O |
| Spider                                          | 13.000                | 570.000.000                 | Ja                               | Australien  | Australien, Western Australia                 | 16° 44′ S, 126° 05′ O |
| Steen River                                     | 25.000                | 95.000.000                  | Nein                             | Nordamerika | Kanada, Alberta                               | 59° 30′ N, 117° 38′ W |
| Steinheimer Becken                              | 3.800                 | 14.800.000                  | Ja                               | Europa      | Deutschland, Baden-Württemberg                | 48° 41′ N, 010° 04′ O |
| Sterlitamak                                     | 9                     | 35 (17. Mai 1990)           | Ja                               | Europa      | Russland, Baschkortostan                      | 53° 40′ N, 055° 59′ O |
| Strangways                                      | 25.000                | 646.000.000                 | Ja                               | Australien  | Australien, Nordterritorium                   | 15° 12′ S, 133° 35′ O |
| Suavjärvi                                       | 16.000                | 2.400.000.000               | Ja                               | Europa      | Russland, Karelien                            | 63° 07′ N, 033° 23′ O |
| Sudbury                                         | 250.000               | 1.850.000.000               | Ja                               | Nordamerika | Kanada, Ontario                               | 46° 36′ N, 081° 11′ W |
| Suvasvesi North                                 | 3.500                 | 1.000.000.000               | Nein                             | Europa      | Finnland                                      | 62° 42′ N, 028° 10′ O |
| Talemzane                                       | 1.750                 | 3.000.000                   | Ja                               | Afrika      | Algerien                                      | 33° 19′ N, 004° 02′ O |
| Tawan char owoo                                 | 1.300                 | 3.000.000                   | Ja                               | Asien       | Mongolei, Ostgobi                             | 44° 08′ N, 109° 39′ O |
| Tenoumer                                        | 1.900                 | 20.000                      | Ja                               | Afrika      | Mauretanien, Tiris Zemmour                    | 22° 55′ N, 010° 24′ W |
| Terny-Krater                                    | 12.000                | 280.000.000                 | Nein                             | Europa      | Ukraine                                       | 48° 08′ N, 033° 31′ O |
| Tin Bider                                       | 6.000                 | 70.000.000                  | Ja                               | Afrika      | Algerien, Provinz In Salah                    | 27° 36′ N, 005° 07′ O |
| Tookoonooka                                     | 55.000                | 128.000.000                 | Nein                             | Australien  | Australien, Queensland                        | 27° 07′ S, 142° 50′ O |
| Tschuktscha                                     | 6.000                 | 70.000.000                  | Ja                               | Asien       | Russland, Sibirien, Taimyr                    | 75° 42′ N, 097° 48′ O |
| Tswaing                                         | 1.130                 | 220.000                     | Ja                               | Afrika      | Südafrika, Gauteng                            | 25° 24′ S, 028° 05′ O |
| Tvären                                          | 2.000                 | 455.000.000                 | Nein                             | Europa      | Schweden, Södermanlands län                   | 58° 46′ N, 017° 25′ O |
| Upheaval Dome                                   | 6.000                 | 65.000.000                  | Ja                               | Nordamerika | USA, Utah                                     | 38° 26′ N, 109° 56′ W |
| Vargeão Dome                                    | 12.000                | 70.000.000                  | Ja                               | Südamerika  | Brasilien, Santa Catarina                     | 26° 50′ S, 052° 07′ W |
| Veevers                                         | 80                    | 1.000.000                   | Ja                               | Australien  | Australien, Western Australia                 | 22° 58′ S, 125° 22′ O |
| Vepriai                                         | 7.500                 | 165.000.000                 | Nein                             | Europa      | Litauen                                       | 55° 05′ N, 024° 35′ O |
| Viewfield                                       | 2.500                 | 190.000.000                 | Nein                             | Nordamerika | Kanada, Saskatchewan                          | 49° 35′ N, 103° 04′ W |
| Vista Alegre                                    | 9.500                 | 65.000.000                  | Ja                               | Südamerika  | Brasilien, Paraná                             | 25° 57′ S, 052° 41′ W |
| Vredefort                                       | 300.000               | 2.023.000.000               | Ja                               | Afrika      | Südafrika, Freistaat                          | 27° 00′ S, 027° 30′ O |
| Wabar 1 (4)                                     | 64                    | 140                         | Ja                               | Asien       | Saudi-Arabien, asch-Scharqiyya (Rub al-Chali) | 21° 30′ N, 050° 28′ O |
| Wabar 2                                         | 116                   | 140                         | Ja                               | Asien       | Saudi-Arabien, asch-Scharqiyya (Rub al-Chali) | 21° 30′ N, 050° 28′ O |
| Wabar 3                                         | 11                    | 140                         | Ja                               | Asien       | Saudi-Arabien, asch-Scharqiyya (Rub al-Chali) | 21° 30′ N, 050° 28′ O |
| Wabar 4                                         | 10                    | 140                         | Ja                               | Asien       | Saudi-Arabien, asch-Scharqiyya (Rub al-Chali) | 21° 30′ N, 050° 28′ O |
| Wanapitei Lake                                  | 7.500                 | 37.000.000                  | Nein (?)                         | Nordamerika | Kanada, Ontario                               | 46° 45′ N, 080° 45′ W |
| Wells Creek                                     | 12.000                | 200.000.000                 | Ja                               | Nordamerika | USA, Tennessee                                | 36° 23′ N, 087° 40′ W |
| West Hawk Lake                                  | 2.440                 | 100.000.000                 | Nein (?)                         | Nordamerika | Kanada, Manitoba                              | 49° 46′ N, 095° 11′ W |
| Wetumpka                                        | 6.500                 | 81.500.000                  | Ja                               | Nordamerika | USA, Alabama                                  | 32° 31′ N, 086° 10′ W |
| Whitecourt                                      | 36                    | 1.100                       | Ja                               | Nordamerika | Kanada, Alberta                               | 54° 00′ N, 115° 36′ W |
| Wolfe Creek                                     | 892                   | 120.000                     | Ja                               | Australien  | Australien, Western Australia                 | 19° 10′ S, 127° 48′ O |
| Woodleigh                                       | 120.000               | 370.000.000                 | Nein                             | Australien  | Australien, Western Australia                 | 26° 03′ S, 114° 40′ O |
| Xuiyan                                          | 1.800                 | >50.000                     | Ja                               | Asien       | China, Liaoning                               | 40° 22′ N, 123° 28′ O |
| Yarrabubba                                      | 30.000                | 2.000.000.000               | Ja                               | Australien  | Australien, Western Australia                 | 27° 10′ S, 118° 50′ O |

## Nicht verifizierte und umstrittene Strukturen
Bei den nachfolgend aufgelisteten Strukturen handelt es sich um nicht verifizierte oder um umstrittene Einschlagstrukturen. Zum Teil wird von der Mehrheit der Wissenschaftler die Genese als Einschlagkrater auch abgelehnt:
- Azuara
- Bedout
- Chiemgau
- Kebira
- Rubielos de la Cérida
- Saint-Jean
- Silverpit
- Télé
- Vélingara
- Wilkesland
- Wipfelsfurt